# آلبینو کرسپی
آلبینو کرسپی (ایتالیایی: Albino Crespi; ۳۰ ژانویهٔ ۱۹۳۰ – ۲۳ اکتبر ۱۹۹۴) دوچرخه‌سوار اهل ایتالیا بود. وی در مسابقات جیرو دیتالیا شرکت کرده است.